# ニュース シブ5時
『ニュース シブ5時』（ニュース シブごじ）は、NHK総合テレビジョンにて2015年3月30日から2022年3月31日まで放送された平日の夕方生放送の報道・情報番組である。略称・通称の『シブ5時』は、2017年4月3日から2018年3月9日まではコンプレックス編成のシリーズ名（シブ5時シリーズ）でもあり、『ニュース シブ5時』はその第2部に当たる番組でもあった。
当頁では、その2017年4月3日から2018年3月9日まで放送された第1部の番組『4時も!シブ5時』についても触れる。

## 概要

### 『ニュース シブ5時』
2006年春から17時台に放送されてきた『ゆうどき』とこれに続く平日18時の全国ニュースを統合し、更には2003年秋から放送された『お元気ですか日本列島』の流れを汲む平日14時台の『情報まるごと』を廃止・吸収する形で、新しいニュース番組としてスタートする。
今日の「知りたい」に、「いち早く、まっすぐにこたえる」をコンセプトに、放送時間である夕方の時間帯に「一日がひと目でわかる」よう、コンパクトにまとめて伝える手法をとり、その日の主だったニュースをこの番組の軸として、放送時間内に入ってくる最新のニュースも素早く伝える。また、起きたばかりの事件や事故に加え、注目されるニュースは生中継を行う。主な企画はその日の出来事を一覧にして伝えたり、解説、トレンド企画など。
番組名「シブ5時」は、NHK放送センターが東京都渋谷区にあることと、「夕方5時」に由来している。
NHKは新年度編成計画発表の席で「民放もニュースが放送されている時間だが、いち早く知りたいニュースをお届けする番組にしたい。（これまでの）『ゆうどき』をよりパワーアップしたい。女性の視聴者も意識したい」と説明。NHK内では当初「夕方版『あさイチ』」と位置付けた。
番組開始に先駆けて、2015年2月11日の16:50 - 18:10に事前番組・パイロット版として『ニュース シブ5時 デビュー』（ニュース シブごじ デビュー）が先行して本放送と同形式で生放送された。
通常のニュース番組での男性キャスターはスーツ・ネクタイだが、松尾剛がキャスターだった時代ではカジュアルな衣装となっていた。ちなみに、当番組が初の試みではなく『おはよう日本』の土日祝日版および『おはよう北海道土曜プラス』『ウィークエンド関西』で既に実施されている。
『ゆうどき』は2014年度のみ金曜日をNHK大阪放送局発としたが、当番組では再び全曜日東京発であり、2015年度の大阪発は『NEWS WEB』に移行した。
2017年10月2日から18:00以降の部分で二か国語放送を開始。従来のモノラル放送は18:00までとなった。
2018年4月10日以降、『連続テレビ小説』アンコール枠（『4時も!シブ5時』後継番組）から接続する形となったが、朝ドラの本放送と直結して始まる『あさイチ』などとは異なり、冒頭でキャスター陣が朝ドラに触れることはほぼなかった。
2018年9月7日をもって、寺門亜衣子が番組を卒業することが発表され、後任は守本奈実が務める。
2019年4月9日、2度目の大規模リニューアル。番組のロゴが黄色い四角形に収まったものに変更され、番組のイメージカラーも黄色に変更されている。テーマソングも新規で製作されたものに変更されている。また、これまで行われていた連動データ放送は廃止された。
2020年3月27日をもって、松尾が番組を卒業し、2020年3月30日からは阿部渉がキャスターに就任した。また、同日よりNHKワールド・プレミアムでも18時のニュースの放送を開始した。
2020年7月12日、『ニュース シブ5時 SP 新型コロナ日記』と題した特別番組が17:16 - 18:00の枠で放送された。
2021年4月2日より、大阪放送局の放送センターバックアップ機能として、長時間の緊急報道を継続する体系整備の観点から、金曜に大阪放送局の制作による姉妹番組『ニュース きん5時』（16:50 - 17:57）を開始した。これに伴い、当番組は月 - 木曜の週4日放送に短縮され、事実上2013・2014年度に月 - 木曜が東京発の『ゆうどき』、金曜が大阪発の『ゆうどき 関西発』としていた体制に戻ることになる。なお、当番組の金曜の放送は大相撲春場所の日程の関係上、2021年3月12日が最後の放送となった。なお『ニュース きん5時』においても、ニュースのテロップや切り替え時の効果音、17:30頃のニュースを東京のスタジオから午前11時・正午・午後1時の『NHKニュース』担当アナウンサーが読み上げる点、関東地方およびNHKプラスの同時配信画面でのカスタム時刻フォントは当番組と共通している。また、当番組の公式ツイッターアカウントについては金曜の『きん5時』と共通のアカウントに変わった。なお、番組終了後の17:57 - 18:00に関東甲信越ローカルで放送される気象情報は定時の気象情報のフォーマットで放送されている。
2021年9月9日の放送をもって守本が番組を卒業、同月27日からは後任として久保田祐佳・庭木櫻子両アナウンサーが隔週交代という形で登板した。

### 番組の終焉
2021年12月9日発売の『週刊文春』12月16日号において、当番組が2022年春の編成抜本見直しに伴い同年3月で終了する方向で調整が進んでいることが報道された。2022年4月以降、平日夕方のローカルワイド番組枠を拡大することから、それに伴い当番組が改編対象になったと、週刊文春はNHK局員の話として伝えた。
その後、2022年2月9日にNHKは2022年度の番組編成を発表し、同年3月31日をもって『ニュース シブ5時』というタイトルでの放送を終了し、4月4日から当番組が『ニュースLIVE! ゆう5時』に改題リニューアルされると発表した（改題リニューアル後の詳細は当該項目参照）。ただ、実質的には形式的なリニューアルに留めたが、出演者は大幅に入れ替えられた。また、放送時間は『シブ5時』時代から約25分短縮され17:00 - 17:57となり、18:00 - 18:10枠には7年ぶりに『NHKニュース』が復活した。なお、17:00までは『連続テレビ小説・アンコール』を10分繰り下げ（16:30 - 17:00）とした。その一方、2021年4月から開始された金曜日の姉妹番組『ニュース きん5時』は2022年度も17:00開始に短縮の上継続されている。
2022年3月31日の『シブ5時』としての最後の放送では、17:57のローカル枠の直前に当日で『シブ5時』というタイトルでの放送を終えることの報告と挨拶や『 - ゆう5時』のPRが行われたほか、エンディングでは同年4月以降の平日18:00 - 18:10枠の放送に関するお知らせを行ったのに続いて久保田が「これまで番組をご覧くださった皆さん、本当にありがとうございました。これからも『ニュースゆう5時』『きん5時』よろしくお願いします」と改めて視聴者に感謝し、ひとまず7年間の歴史に幕を閉じた。

### 『4時も!シブ5時』

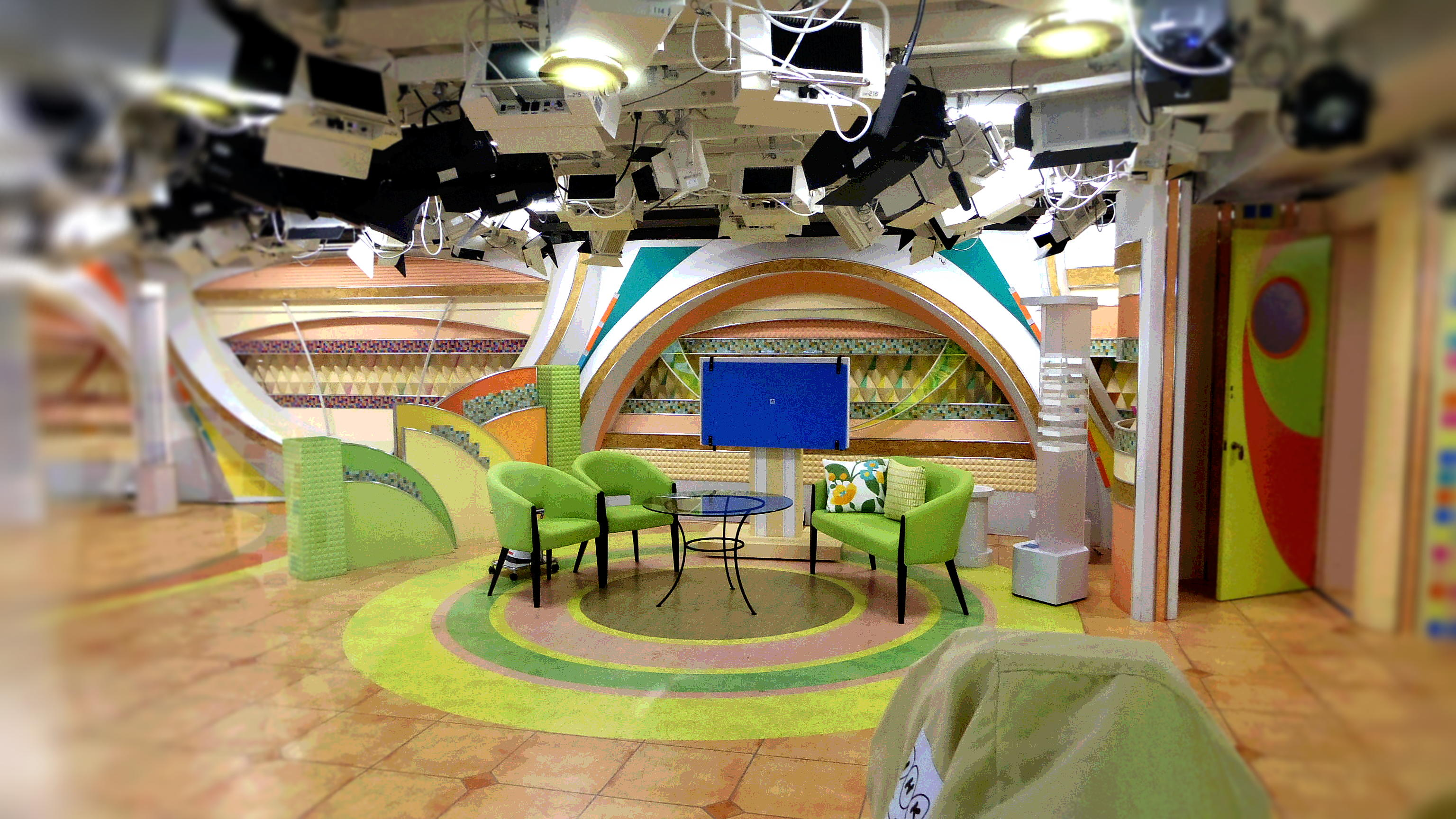
生放送が行われたCT-450スタジオ

2017年4月3日から当番組の開始時刻を16:00に前倒しとして、16:50までは新番組『4時も!シブ5時』を編成。16:50 - 18:10の本編と合わせてコンプレックス編成として放送される。これまで15・16時台は再放送・アンコール枠だったが、13時台から3時間にわたって生放送される『ごごナマ』や、18:10 - 19:00の『首都圏ネットワーク』などといった地域情報番組、さらに19:00 - 19:30（土・日・祝日も含む）の『NHKニュース7』を含め、延べ6時間30分の生放送ゾーンを作ることで、突発的な災害・事件にも素早く対応できる編成を目指すとしている。
このリニューアルに伴い、16時から5分間放送されていた『NHKニュース』（定時スポットニュース）はこの番組の「インデックスニュース」（16:02頃開始）として統合・内包されたほか、番組ロゴが刷新される（『4時も!シブ5時』と『ニュース シブ5時』でロゴのデザインが異なる、ロゴは電灯のスイッチを意識したデザインとなっている）。また、『4時も!シブ5時』では、当番組の17時台の前番組『ゆうどき』や2017年3月17日に終了した『スタジオパークからこんにちは』で使われていたNHKスタジオパーク内のCT-450スタジオから生放送される。
重大ニュースがある時はオープニングトークを挟まずに、16:00から「インディックスニュース」を開始する場合もある。
月 - 木曜日に限り前座番組『ごごナマ』のエンディングでは、MCの船越英一郎から『4時も!シブ5時』への振りコメントで締めることがあり、これにジョン・カビラが反応するという演出がされることがある（当番組の出演者が番組冒頭で『ごごナマ』の内容に触れることもある）。「インディックスニュース」終了後、本編と『4時も!シブ5時』の出演者同士でクロストークを行うことがある。こちらのエンディングでは廣瀬智美より本編への振りで締められることもある。
同年6月に入り、オープニングCGが流れなくなりバックのテーマソングがインストゥルメンタル版に変更されている。
2017年7月31日から本編と同じカスタムフォントを使用するようになった。
2018年3月9日に最終回を迎え（大相撲春場所と第90回選抜高校野球記念大会の日程の関係上）、同年4月から当該枠は1年ぶりに『NHKニュース』と再放送枠に復す。一方、ハリー杉山はTwitterで『4時も!シブ5時』の終了を悔しがる発言をしたほか、視聴者から番組の終了を惜しむ声や番組の復活を望む声が寄せられている。また、これによりCT-450スタジオが稼働する通常編成番組は週末の『土曜スタジオパーク』と『日曜バラエティー』となり、2019年3月には『日曜バラエティー』も終了したため、ついに『土曜スタジオパーク』を放送する土曜日のみになる。

### 視聴率
パイロット版の視聴率は4.3%（ビデオリサーチ調べ、関東地区・世帯・リアルタイム。以下略）となり、同時間帯のテレビ東京を除く民放各局の裏番組（報道番組）に苦戦した。
『ニュース シブ5時』レギュラー放送の視聴率は開始以来2 - 4%台で推移し、時間帯順位は3・4位程度である。ただし、重大ニュース発生時に高視聴率を獲得し、時間帯1位を記録する事例もある。
『4時も!シブ5時』の視聴率は2%程度と低迷していた。

## 放送時間・タイムテーブル

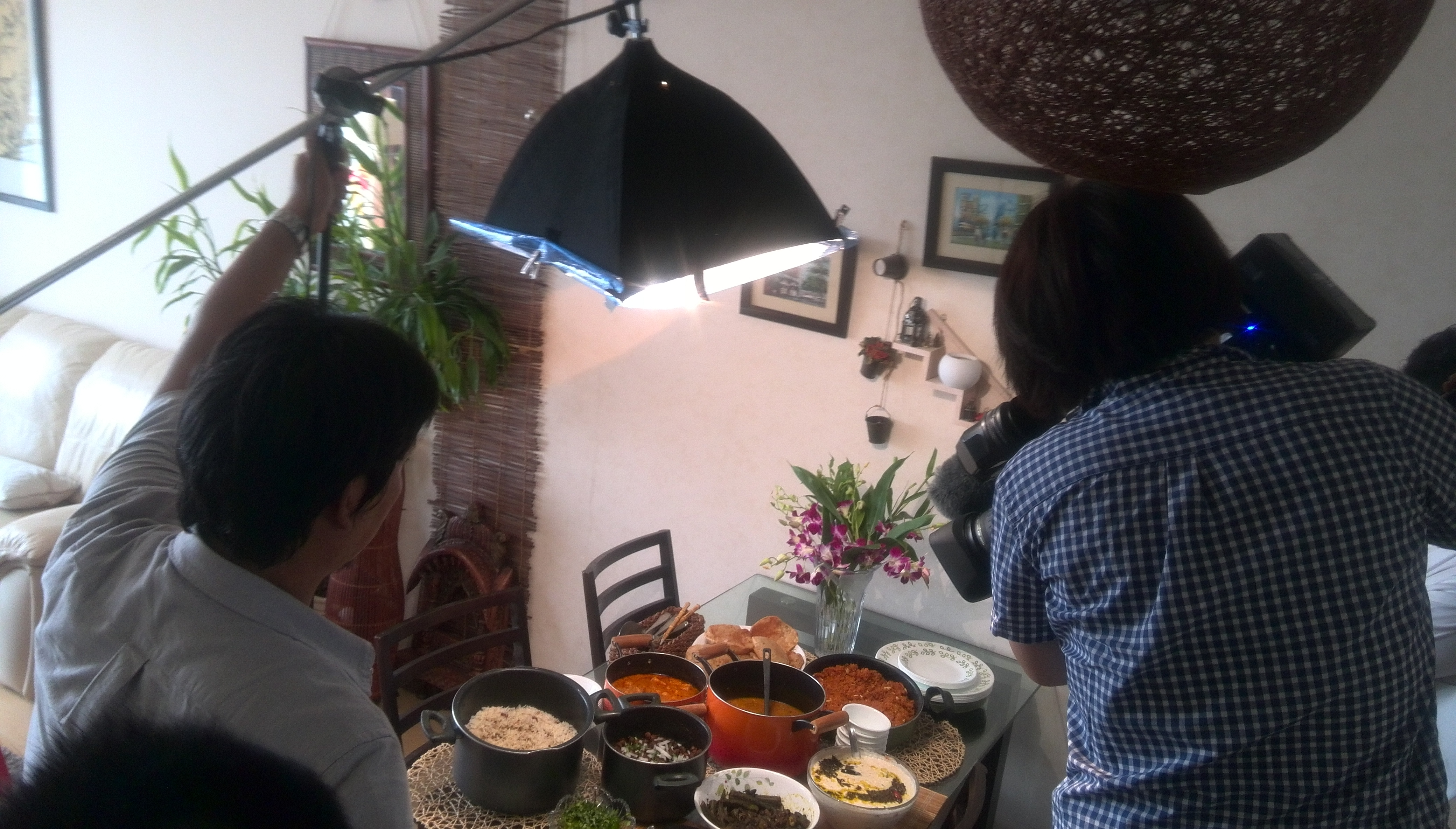
料理コーナーの生放送or収録現場

- NHK総合テレビジョン 平日 16:50 - 18:10
  - 国際放送のNHKワールド・プレミアムでも18:00から飛び乗りで同時放送している[40]。
- 全てのNHK総合にてフルネットであるが例外あり[41][42]。

| 時刻      | 放送内容 |
| --------- | --- |
| 16:50     | - ニュース - ニュース解説（5分でわかる!） - 中継、キニナル! - ニュースランキング、シブ5時探偵団（木曜日） - 全国気象情報 |
| 17:30ころ | - ニュース - 特集 - 悩み相談 渋護寺 または シェフのヒトワザ                                                              |
| 17:57     | - 管轄地域の気象情報 （各拠点局から管轄地域の気象情報、東京からは関東・甲信越向け）                                      |
| 18:00     | - ニュース |
| 18:09頃   | - エンディング |
| 18:10     | - 放送終了、ステブレレスで各放送局のローカルニュースワイド番組（『首都圏ネットワーク』など）へ接続                       |

### 番組タイトル・放送時間・放送曜日の変遷
| 期間      | 期間      | 番組タイトル  | 番組タイトル                     | 放送時間              | 放送時間              | 放送曜日    | 放送曜日             |
| 期間      | 期間      | 第1部         | 第2部                            | 第1部                 | 第2部                 | 第1部       | 第2部                |
| --------- | --------- | ------------- | -------------------------------- | --------------------- | --------------------- | ----------- | -------------------- |
| 2015.3.30 | 2017.3.31 | -             | ニュース シブ5時                 | -                     | 16:50 - 18:10（80分） | -           | 月 - 金曜日（週5日） |
| 2017.4.3  | 2018.3.9  | 4時も!シブ5時 | ニュース シブ5時                 | 16:00 - 16:50（50分） | 16:50 - 18:10（80分） | 月 - 金曜日 | 月 - 金曜日（週5日） |
| 2018.3.26 | 2019.4.1  | （廃止）      | ニュース シブ5時                 | （廃止）              | 16:50 - 18:10（80分） | （廃止）    | 月 - 金曜日（週5日） |
| 2019.4.9  | 2021.3.12 | （廃止）      | ニュース シブ5時 （NEWSシブ5時） | （廃止）              | 16:50 - 18:10（80分） | （廃止）    | 月 - 金曜日（週5日） |
| 2021.3.30 | 2022.3.31 | （廃止）      | ニュース シブ5時 （NEWSシブ5時） | （廃止）              | 16:50 - 18:10（80分） | （廃止）    | 月 - 木曜日（週4日） |

### 番組休止・時間変更の事例
- 前番組『ゆうどき』と同様、祝日・年末年始や大相撲の本場所期間中、それに毎年8月の全国高校野球選手権大会期間中の準々決勝開催日までの間は全編休止となる。この場合、18時のニュースは金曜日と同様『NHKニュース』として放送される。また、国会中継時や毎年3月下旬から4月上旬の選抜高校野球大会期間中も時間短縮もしくは休止となる場合がある。なお、2017年度に放送されていた『4時も!シブ5時』も祝日や大相撲期間中、それに2017年8月7日 - 21日・23日（第99回全国高校野球選手権大会期間中）[48]と同年12月29日・2018年1月1日 - 3日（年末年始特集編成のため）は休止となった。

- 重大ニュース・自然災害時も大相撲・高校野球期間中などと重ならない限り基本的には休止せず内容を大幅変更した上で放送される。ただし、例外として番組を中止して特番扱いの『NHKニュース』として放送したケースもある。以下はその例。
  - 2016年5月27日（金曜日）：アメリカ・オバマ大統領（当時）の広島平和記念公園訪問の模様を16:00 - 18:45に特番扱いの『NHKニュース』として報じ休止した。
  - 2016年11月9日（水曜日）：日本時間のこの日開票が行われたアメリカ大統領選挙が接戦となり、決着が夕方にもつれ込んだため急遽当番組を休止、18:10まで特番扱いの『NHKニュース』として放送した。
  - 2020年8月28日（金曜日）：当初は17:00から行われた安倍晋三首相（当時）の記者会見の生中継を中心とした内容で放送する予定だったが、この日の午後に安倍首相が辞任の意向を固めたことが伝わり、14:07過ぎから18:10まで特番扱いの『NHKニュース』として放送され、当番組は急遽休止となった。
  - また、逆に2018年7月6日（金曜日）はこの日の番組放送中に福岡県・佐賀県・長崎県に大雨特別警報が出されたことを受けた気象庁の緊急会見を中継するため急遽18:20まで拡大放送したほか、2019年4月1日（月曜日）は新元号「令和」発表関連のニュースを中心とした内容で16:00から前倒し拡大で放送された。
  - なお、18:00から首相記者会見がある場合、18:00以降は特番扱いの『NHKニュース』として放送されるため、当番組は18:00（実質的には17:57）までの短縮放送となる。その場合、17:57 - 18:00の地域の気象情報は実質単独番組扱いとはなるが、関東甲信越地方では通常通り当番組のフォーマットで放送される。
- 2019年以降、毎年4月[49]の競泳日本選手権期間中は競技中継のため全編休止となる。この期間中、18時のニュースは『NHKニュース』として放送される。なお、2018年以前も大会は行われていたが、決勝種目は主に夜間に行われていたため当番組への影響は出ていなかった。
- 2020年まで、毎年11月のNHK杯フィギュア初日と重なる金曜日は競技中継を放送のため全編休止していた（2017年〈11月10日〉は『4時も! - 』も休止された[50]）。この場合、17:57 - 18:00は単独番組扱いで地域の気象情報を放送（大相撲九州場所の期間中と重なる場合を除く）し、18時のニュースは大相撲期間中などと同様に『NHKニュース』として放送していた。
- 2017年10月12日・13日は15:08 - 16:50[51]に第82回日本オープンゴルフ選手権中継を放送のため、『4時も! - 』が休止となった（本編は通常通りの放送）。
- 2017年10月16日 - 19日は関東地方において16:05 - 16:31（16日のみ - 16:35）・17:05 - 17:45（19日のみ - 17:35）に第48回衆議院議員総選挙の政見放送を放送（後者は山梨県にもネット）のため、『4時も! - 』は全国一律で休止[50][52]、本編は関東・山梨に限り政見放送の間は一時中断となった。ただ、関東・山梨以外の地域では17:05 - 17:45（19日のみ - 17:35）の間も東京・放送センターからの裏送りで通常通り放送された。
- 2018年2月13日 - 23日は平昌オリンピック中継のため『4時も! - 』ブロック・本編共々全編休止。
- 2020年4月17日（緊急事態宣言全国拡大）・6月18日は18:00から安倍晋三首相（当時）の記者会見を特番扱いの『NHKニュース』として放送するのに伴う18時台のローカルニュースワイド番組（『首都圏ネットワーク』など）の繰り上げ編成のため、40分短縮（16:50 - 17:30）。
- 2020年8月11日 - 21日は夏期特集編成のため全編休止。このうち、2020年甲子園高校野球交流試合中継が組まれた8月11日・17日を除いて17:00 - 17:05に『NHKニュース』が臨時に編成されたほか、18時のニュースもこの期間中は『NHKニュース』として放送された。
- 2021年1月7日は、関東1都3県に対する緊急事態宣言に関連し、16:00 - 16:53に国会中継（第203回国会・参議院議院運営委員会閉会中審査・新型コロナ緊急事態宣言発出事前説明、特設ニュース扱い）を放送したことと[53]、18:00 - 18:45に宣言発出を受けた菅義偉首相（当時）の記者会見を特番扱いの『NHKニュース』として放送するのに伴う18時台のローカルニュースワイド番組（『首都圏ネットワーク』など）の繰り上げ編成のため、16:53 - 17:40に時間変更・短縮し、番組のほぼ全てを新型コロナウイルス関連ニュースと北日本や北陸を中心とした大雪・暴風雪関連のニュースに充てて放送した。なお、近畿地方は16:53 - 17:05頃に近畿の新型コロナウイルス関連の特設ローカルニュースを放送したため、17:05頃から飛び乗りでネット受けした[54]。
- 2021年2月2日は、17:00 - 17:51に国会中継（第204回国会・参議院議院運営委員会・新型コロナ緊急事態宣言延長事前報告、特設ニュース扱い）を放送したため、この間は一時中断となった[55]。
- 2021年2月26日は、17:00 - 17:49に国会中継（第204回国会・参議院議院運営委員会・新型コロナ緊急事態宣言一部地域解除に関する事前報告、特設ニュース扱い）を放送したため、この間は一時中断となった[56]。
- 2021年3月5日は16:50 - 17:57に『ニュース きん5時』のパイロット版を放送のため全編休止。このため、この日は17:57 - 18:00の地域の気象情報は実質単独番組扱いで放送されたほか、18時のニュースは大相撲期間中などと同様に『NHKニュース』として放送された。
- 2021年7月26日 - 9月2日は東京オリンピック・パラリンピック放送や第103回全国高校野球選手権大会中継のため全編休止となった[57]。
- 2021年10月25日 - 28日は関東地方・山梨県のみ17:05 - 17:45に第49回衆議院議員総選挙比例代表南関東ブロックの政見放送を放送のため、この間は一時中断となった。ただ、その他の地域では17:05 - 17:45の間も東京・放送センターからの裏送りで通常通り放送された。なお、NHKプラスでは南関東地方（埼玉県・千葉県・東京都・神奈川県）向けの広域放送をサイマル配信していることから関東・山梨における中断部分の同時・見逃し配信は共に行われなかった[58]。
- 2022年2月3日は17:30から『北京2022オリンピック アイスホッケー・女子予選リーグ グループB「日本×スウェーデン」』中継[59]を放送のため、40分短縮（16:50 - 17:30）[60]。なお、これにより18時のニュースは大相撲期間中などと同様に『NHKニュース』として放送された。
- 2022年2月7日 - 17日は『北京2022オリンピック』放送のため、全編休止（金曜日の『きん5時』も11日・18日・25日は放送休止[61]）[60]。この期間中、18時のニュースは大相撲期間中などと同様に『NHKニュース』として放送された。

## 出演者
特記なしはNHK放送センター所属アナウンサー。
メインキャスター
- 阿部渉（2020年3月30日 - 2022年3月31日）
- 久保田祐佳（2021年9月27日 - 2022年3月31日）
- 庭木櫻子（2021年10月4日 - 2022年3月31日）[62]
  - 大相撲中継などで長期休止している期間中、ラジオ第1の定時ニュースを読むことがある。久保田・庭木は隔週交代で出演。

解説員（※日替わりで担当）
- 安間英夫
- 岩田明子
- 権藤敏範
- 竹内哲哉
- 松本浩司
- 三輪誠司

気象キャスター
- 山神明理（2021年3月30日 - 2022年3月31日）

前述の『ニュース きん5時』の実質的な終了後である金曜17:57 - 18:00の関東地方の天気予報は、主に平井信行が担当しており、山神は金曜に出演していない。
中継リポーター、コーナープレゼンター
- 小西政親（2020年3月30日 - 2022年3月）
- 大橋拓（2019年4月1日 - 2022年3月31日）

ニュースリーダー
- 三條雅幸（2019年4月1日 - 2022年3月31日）

17時台中盤のニュースはスタジオ出演。
12時・13時台のニュースを兼務。大相撲・高校野球期間中などに当番組が休止となる際は18時のニュースも担当。
報道特別体制や臨時ニュースにより、当日13時以降にもニュースを担当した場合等は、『NHKニュース7』のサブキャスター（原則栗原望もしくは伊藤海彦）が代理で担当することがある（『ニュース きん5時』でも同様）。
記者・解説委員（日替わり）
- 竹内哲哉（NHK解説委員 隔週月曜日レギュラー）
- 三輪誠司（NHK解説委員 隔週月曜日レギュラー）
- 松本浩司（NHK解説委員 隔週火曜日レギュラー）
- 土屋敏之 （NHK解説委員 隔週火曜日レギュラー）
- 永野博孝（NHK解説委員 水曜日レギュラー）
- 岩田明子（NHK解説委員 木曜日レギュラー）

Solt（ソーシャル・リスニング・チーム）ステーション
- 山下和彦（NHKネット報道部デスク）

各コーナー出演者
- 能町みね子（エッセイスト、能町みね子のシブ5時相撲部）[64]
- 赤井麻衣子（フリーアナウンサー、能町みね子のシブ5時相撲部）
- さかなクン（魚類学者、タレント、イラストレーター＜海洋生態系の生物を紹介するコーナー「さかなクンとギョギョ魚な仲間たち」を主に担当＞）
- 悩み相談 渋護寺〈視聴者からの悩み相談を話し合うコーナー〉
  - 清水ミチコ（主に進行を担当）、釈徹宗（仏教の観点からアドバイスを出す役割を担当）、加賀美幸子（ナレーションを担当）。※他にゲスト回答者が2人出演する。

4時も!シブ5時（2017年4月 - 2018年3月）
MC
- ジョン・カビラ（タレント 月 - 木曜日）
- クリス松村（タレント 金曜日）
- 廣瀬智美

リポーター
- 上條麻里奈

プレゼンター
- ハリー杉山（タレント）

- また、ディレクターの品川明由実が不定期ながら番組出演している[65]。
- カビラ・クリスの生放送欠席時はハリーがMCを代行する。
- 稀に金曜日以外にもクリスが出演する場合があったほか、金曜日に編成された最終回にはカビラも出演した。

### パイロット版（2015年2月11日放送）
メインキャスター
- 松尾剛
- 寺門亜衣子

「5時の渋谷から生中継」リポーター
- 森花子[66]

生中継リポーター
- 青井実

Solt（ソーシャル・リスニング・チーム）ステーション
- 足立義則（NHK報道局・ニュースデスク）

ニュースのソムリエ
- 安達宜正（NHK解説委員）
- モヤコ（声の出演：平野文（声優））

気象キャスター
- 斉田季実治（気象予報士）

VTRナレーション
- 小野寺一歩（ナレーター）

ニュースリーダー（ニュースパート影読み）
- 高瀬耕造

#### メインキャスター・ニュースリーダー・リポーター・気象情報
| 期間           | 期間          | メインキャスター | メインキャスター | メインキャスター    | メインキャスター    | ニュースリーダー | ニュースリーダー | リポーター                 | リポーター                 | 気象情報          |
| 期間           | 期間          | 男性             | 男性             | 女性                | 女性                | ニュースリーダー | ニュースリーダー | リポーター                 | リポーター                 | 気象情報          |
| 期間           | 期間          | 月 - 水          | 木・金           | 月 - 水             | 木・金              | 月 - 水          | 木・金           | 月 - 水                    | 木・金                     | 気象情報          |
| -------------- | ------------- | ---------------- | ---------------- | ------------------- | ------------------- | ---------------- | ---------------- | -------------------------- | -------------------------- | ----------------- |
| 2015年3月30日  | 2016年1月7日  | 松尾剛           | 松尾剛           | 寺門亜衣子          | 寺門亜衣子          | 高瀬耕造         | 高瀬耕造         | 塚本堅一                   | 塚本堅一                   | 平野有海          |
| 2016年1月8日   | 2016年1月22日 | 松尾剛           | 松尾剛           | 寺門亜衣子          | 寺門亜衣子          | 高瀬耕造         | 高瀬耕造         | （不在）                   | （不在）                   | 平野有海          |
| 2016年1月25日  | 2016年3月11日 | 松尾剛           | 松尾剛           | 寺門亜衣子          | 寺門亜衣子          | 高瀬耕造         | 高瀬耕造         | 白鳥哲也                   | 白鳥哲也                   | 平野有海          |
| 2016年3月29日  | 2016年4月1日  | 松尾剛           | 松尾剛           | 寺門亜衣子          | 寺門亜衣子          | 高瀬耕造         | 高瀬耕造         | 魚住優                     | 魚住優                     | 平野有海          |
| 2016年4月4日   | 2017年3月31日 | 松尾剛           | 松尾剛           | 寺門亜衣子          | 寺門亜衣子          | 瀧川剛史         | 瀧川剛史         | 魚住優                     | 魚住優                     | 平野有海          |
| 2017年4月3日   | 2018年3月30日 | 松尾剛           | 松尾剛           | 寺門亜衣子          | 寺門亜衣子          | 瀧川剛史         | 瀧川剛史         | 魚住優                     | 魚住優                     | 福岡良子          |
| 2018年4月2日   | 2018年5月11日 | 松尾剛           | 松尾剛           | 寺門亜衣子          | 寺門亜衣子          | 瀧川剛史         | 瀧川剛史         | 木花牧雄                   | 木花牧雄                   | 福岡良子          |
| 2018年5月28日  | 2018年6月1日  | 松尾剛           | 松尾剛           | 寺門亜衣子          | 寺門亜衣子          | 瀧川剛史         | 瀧川剛史         | 木花牧雄 塩田慎二          | 木花牧雄 塩田慎二          | 福岡良子          |
| 2018年6月4日   | 2018年9月7日  | 松尾剛           | 松尾剛           | 寺門亜衣子          | 寺門亜衣子          | 瀧川剛史         | 瀧川剛史         | 木花牧雄 塩田慎二 中村慶子 | 木花牧雄 塩田慎二 中村慶子 | 福岡良子          |
| 2018年9月25日  | 2019年3月29日 | 松尾剛           | 松尾剛           | 守本奈実            | 守本奈実            | 瀧川剛史         | 瀧川剛史         | 木花牧雄 塩田慎二 中村慶子 | 木花牧雄 塩田慎二 中村慶子 | 福岡良子          |
| 2019年4月1日   | 2020年3月27日 | 松尾剛           | 松尾剛           | 守本奈実            | 守本奈実            | 三條雅幸         | 三條雅幸         | 木花牧雄 片山千恵子 大橋拓 | 木花牧雄 片山千恵子 大橋拓 | 福岡良子          |
| 2020年3月30日  | 2020年4月6日  | 阿部渉           | 阿部渉           | 守本奈実            | 守本奈実            | 三條雅幸         | 三條雅幸         | 大橋拓 小西政親            | 大橋拓 小西政親            | 福岡良子          |
| 2020年4月7日   | 2020年4月17日 | 阿部渉           | 阿部渉           | 守本奈実            | 守本奈実            | 三條雅幸         | 三條雅幸         | 大橋拓 小西政親            | 大橋拓 小西政親            | ※日替わり         |
| 2020年4月20日  | 2020年4月24日 | 阿部渉           | 阿部渉           | 守本奈実            | 守本奈実            | 伊藤海彦         | 佐藤誠太         | 大橋拓 小西政親            | 大橋拓 小西政親            | ※日替わり         |
| 2020年4月27日  | 2020年5月26日 | 阿部渉           | 小西政親         | 澤田彩香            | 守本奈実            | 伊藤海彦         | 佐藤誠太         | 大橋拓                     | シフト制                   | ※日替わり         |
| 2020年5月27日  | 2020年6月12日 | 阿部渉           | 阿部渉           | 守本奈実            | 守本奈実            | 三條雅幸         | 三條雅幸         | 小西政親 大橋拓            | 小西政親 大橋拓            | 福岡良子 平野有海 |
| 2020年6月15日  | 2020年11月6日 | 阿部渉           | 阿部渉           | 守本奈実            | 守本奈実            | 三條雅幸         | 三條雅幸         | 小西政親 大橋拓            | 小西政親 大橋拓            | 福岡良子          |
| 2020年11月24日 | 2021年1月7日  | 阿部渉           | 阿部渉           | 守本奈実            | 守本奈実            | 三條雅幸         | 三條雅幸         | 小西政親 大橋拓            | 小西政親 大橋拓            | 黒木愛子          |
| 2021年1月25日  | 2021年3月12日 | 阿部渉           | 阿部渉           | 守本奈実            | 守本奈実            | 三條雅幸         | 三條雅幸         | 小西政親 大橋拓            | 小西政親 大橋拓            | ※日替わり         |
| 2021年3月30日  | 2021年4月23日 | 阿部渉           | 阿部渉           | 守本奈実            | 守本奈実            | 三條雅幸         | 三條雅幸         | 小西政親 大橋拓            | 小西政親 大橋拓            | 山神明理          |
| 2021年4月26日  | 2021年6月18日 | 阿部渉           | 阿部渉           | 守本奈実            | 守本奈実            | 三條雅幸         | 三條雅幸         | 小西政親 大橋拓            | 小西政親 大橋拓            | ※日替わり         |
| 2021年6月21日  | 2021年9月9日  | 阿部渉           | 阿部渉           | 守本奈実            | 守本奈実            | 三條雅幸         | 三條雅幸         | 小西政親 大橋拓            | 小西政親 大橋拓            | 山神明理          |
| 2021年9月27日  | 2022年3月31日 | 阿部渉           | 阿部渉           | 久保田祐佳 庭木櫻子 | 久保田祐佳 庭木櫻子 | 三條雅幸         | 三條雅幸         | 小西政親 大橋拓            | 小西政親 大橋拓            | 山神明理          |

#### その他の出演者
- 臥雲義尚（遊軍プロジェクト長、開始 - 2015年12月 NHK退職により降板）
- 近江陽一郎（陽ちゃんの食べちゃうぞ！ 2015年9月 - 2016年3月）
- 小林豊（ゆーちゃむのGO!GO!キッチン 2016年4月 - 2018年3月）
- Sexy Zone（ニュースがわかるようになる検定 2016年4月 - 2018年3月）
- 伊藤雅之（NHK解説委員 月曜日レギュラー）
- 安達宜正（NHK解説委員 月曜日レギュラー）
- 野口修司（デスク 水曜日レギュラー）
- 塚本壮一（NHK解説委員 火曜日レギュラー）
- 岸正浩（NHK解説委員 水曜日レギュラー）
- 花澤雄一郎（NHK解説委員 隔週火曜日レギュラー）
- 曽我英弘（NHK解説委員 月曜日レギュラー）
- 津屋尚（NHK解説委員 火曜日レギュラー）

## テーマソング
- 作曲者不明のインストゥルメンタル曲（2015年3月30日 - 2017年3月31日）
- Mrs. GREEN APPLE「SwitCh」（2017年4月3日 - 2019年4月1日）
- 徳永ゆうき「渋谷節だよ青春は!」（2019年4月9日 - 2022年3月31日）- 音楽プロデュース、および作詞・作曲をつんく♂が担当。
- ※尚、「渋谷で5時」（鈴木雅之と菊池桃子のデュエット曲）が当番組のテーマソング等で使われる事はなかった。
  - 当番組と名前が似ている事から「鈴木雅之や菊池桃子をゲスト出演させないのか?」と言う視聴者の声を受けて2015年4月17日放送分に鈴木がゲスト出演し、同曲にも触れた他、鈴木は「シブ5時」のタイトルを聞いた際に「パクられた」と感じたと発言した。尚、菊池のスタジオ出演はなかった。彼女本人の話によれば長らく鈴木と顔合わせをしていなかった事から出演を嫌がり、代わりにVTRのみの出演となった。